# Eduardo Souto de Moura

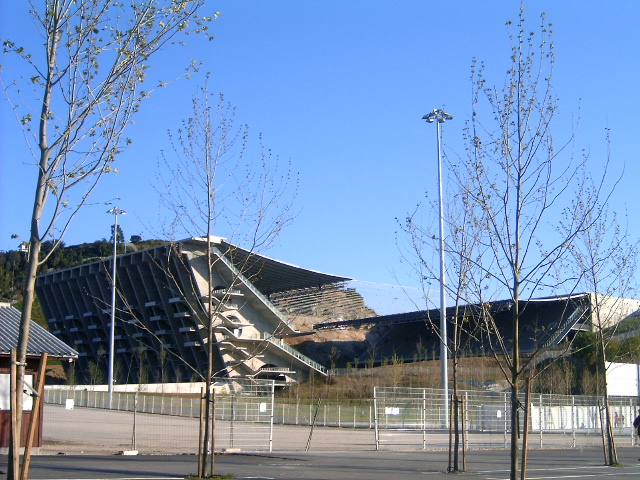
Stadion w Bradze na Euro 2004, 2000-03

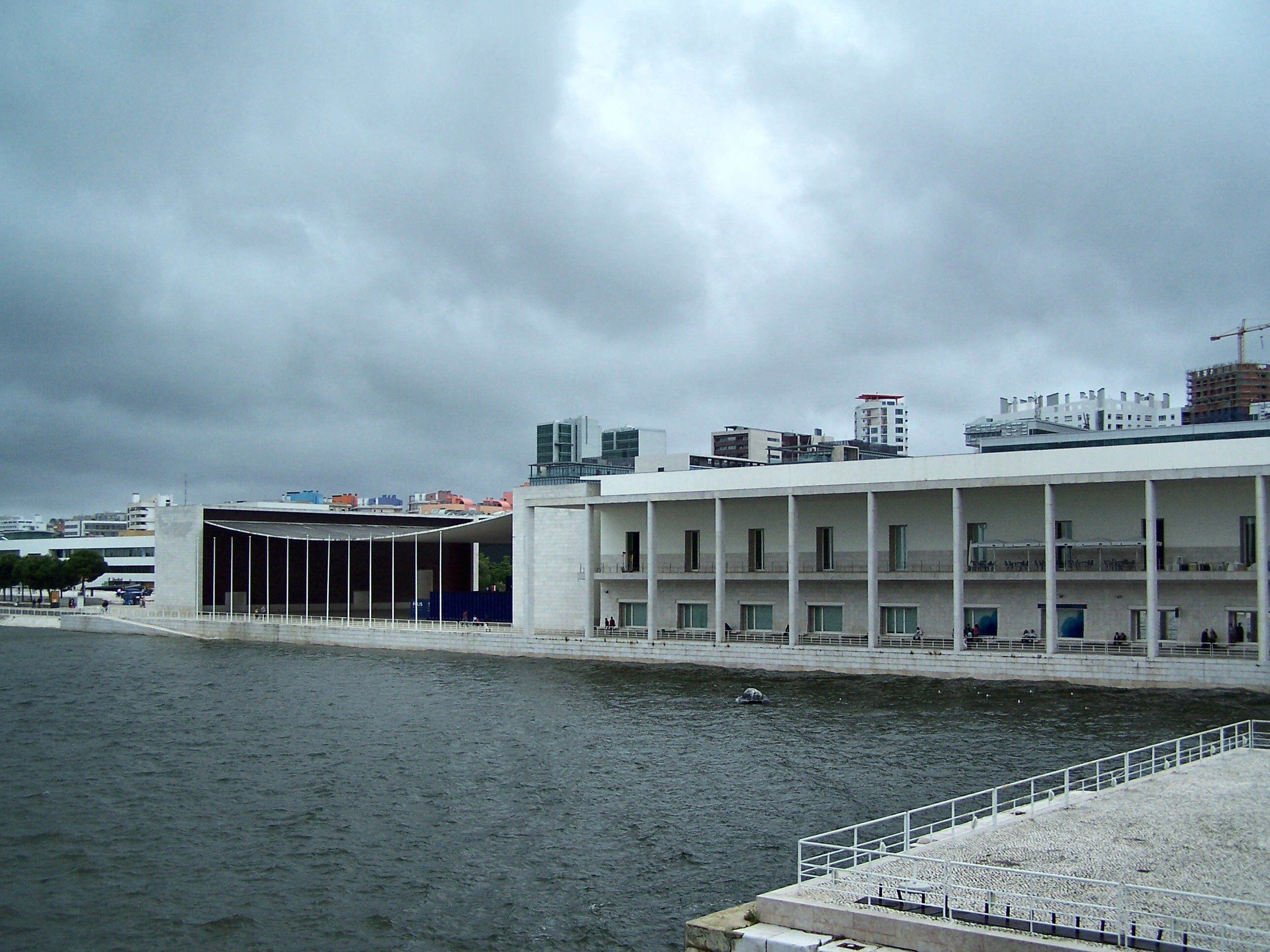
Pawilon Portugalii, Expo 98, Lisbona, 1995-98

Eduardo Elísio Machado Souto de Moura (ur. 25 lipca 1952 w Porto) – portugalski architekt, laureat Nagrody Pritzkera.

## Życiorys
1974-1980 studia i dyplom architekta w Wyższej Szkole Sztuk Pięknych w Porto (Escola Superior de Belas-Artes do Porto ESBAP), od 1974 współpraca z Alvarem Sizą i Fernandem Tavorą, od 1980 własne biuro w Porto, 1981 laureat konkursu na Centrum Kultury w Porto zauważony zostaje, jako przedstawiciel nowej generacji, a następnie w 1987 zyskuje uznanie międzynarodowe jako laureat konkursu na hotel w historycznym centrum Salzburga, od 1997 własne biuro w Porto we wspólnym obiekcie wraz z Alvarem Sizą i Fernandem Tavorą. 1981-1990 asystent, a następnie profesor Wydziału Architektury ESBAP w Porto oraz profesor zaproszony szkół architektury EAUG w Genewie i Paryżu-Belleville, wydziałów architektury uniwersytetów harwardzkiego i dublinskiego, Politechnik ETHZ w Zurychu i EPFL w Lozannie oraz Akademii Architektury w Mendrisio. W 2009 był jurorem w międzynarodowym konkursie architektonicznym na projekt gmachu Muzeum Historii Polski w Warszawie.

## Twórczość
Przedstawiciel portugalskiego neomodernistycznego regionalizmu i minimalizmu w architekturze, koncentrujący się na łączeniu cech miejsca i tradycji materiału z nowoczesnością inspirowaną modernistycznym dorobkiem Miesa van der Rohe, czego rezultatem jest architektura o jasnej strukturze i niezwykłej przejrzystości oraz zdecydowanej nowoczesności i inteligencji, interpretująca zarazem lokalną tradycję i współtworząca z miejscem nierozerwalną całość.

## Nagrody
W 1980 laureat nagrody Fundacji António de Almeida, w 1984 nagrody Fundacji Antero de Quental, w 1992 i 2004 nagród Secil, w 1995 międzynarodowej nagrody "Stone Architecture", w 2001 złotego medalu Heinricha Tessenowa – dorocznej nagrody Fundacji Alfreda Toepfera oraz 7 nominacji do nagrody Miesa van der Rohe, w 2011 Nagrody Pritzkera – uznawanej za architektonicznego Nobla, a także w 2013 Nagrody Wolfa w sztuce.

## Realizacje
- 1980-84 Rynek Miejski w Bradze
- 1981-91 Centrum Kultury w Porto (Centro Cultural da Secretaria de Estado da Cultura)
- 1982-85 Dom jednorodzinny 1 w Nevogilde, Porto
- 1983-88 Dom jednorodzinny 2 w Nevogilde, Porto
- 1984-89 Dom jednorodzinny w Quinta do Lago, Almansil
- 1985 Ponte dell'Accademia, Bienale w Wenecji (I)
- 1986-88 Aneks mieszkalny przy Rua da Vilarinha, Porto
- 1987-92 Dom jednorodzinny w Alcanena, Torres Novas
- 1987-89 Hotel w Salzburgu (A)
- 1987 Plano de pormenor para a Porta dei Colli w Palermo (I)
- 1987-91 Dom jednorodzinny 1 w Praia de Miramar, Vila Nova de Gaia
- 1987-94 Dom jednorodzinny w Avenida da Boavista, Porto
- 1988 Plano de pormenor e equipamentos para Mondello w Palermo (I)
- 1989-97 Przebudowa Konwentu Santa Maria do Bouro przy Pousadas de Portugal w Amares
- 1989-94 Dom jednorodzinny przy Bom Jesus do Monte w Bradze
- 1990-94 Wydział Geologii Uniwersytetu w Aveiro
- 1990-93 Dom jednorodzinny w Maia
- 1990-93 Dom jednorodzinny w Baião
- 1991-95 Dom jednorodzinny w Tavirze
- 1991 Burgo Empreendimento – galeria handlowa przy Avenida da Boavista w Porto
- 1991-98 Dom jednorodzinny w Moledo do Minho, Caminha
- 1992-95 Budynek mieszkalny przy Rua do Teatro w Porto
- 1992-01 Biblioteka dla dzieci i audytorium Biblioteki Miejskiej w Porto
- 1993 Przebudowa Alfândega do Porto na Muzeum Transportu i Komunikacji w Porto
- 1993-99 Dom jednorodzinny w Matosinhos
- 1993-04 Przebudowa i waloryzacja Muzeum Grão Vasco w Viseu
- 1994-02 Dom jednorodzinny w Serra da Arrábida
- 1994-02 Dom jednorodzinny w Cascais
- 1994-01 Trzy jednostki mieszkaniowe przy Praça de Liège w Porto
- 1995 Plano de pormenor do novo centro direccional da Maia
- 1995 Przebudowa Faixa Marginal w Matosinhos
- 1995-98 Projekt Pawilonu Portugalii na Expo 98 w Lizbonie (z Alvarem Sizą)
- 1996-97 Projekt wnętrz Pousada de Santa Maria do Bouro w Amares
- 1997-99 Projekt wnętrz Armazéns do Chiado w Lizbonie
- 1997-01 Centrum Fotografii Portugalskiej w Porto
- 1997 Projekt dla Metro do Porto, Grande Porto
- 1997-01 Budynek mieszkalny w Maia
- 1997-01 Przebudowa rynku w Bradze
- 1998-99 Galeria Silo w Norte Shopping, Matosinhos
- 1998-03 Kino Manoel de Oliveira w Porto
- 1999-00 Projekt Pawilonu Portugalii na Expo 2000 w Hanowerze (D) z Alvarem Sizą
- 2000-03 Stadion Miejski w Bradze na Euro 2004
- 2005 Pawilon Serpentine Gallery, Kensington Gardens, Londyn (z Alvarem Sizą)
- 2007 Centrum Sztuki Współczesnej w Bragança
- 2008 Coliseu de Viana do Castelo

## Galeria fotografii

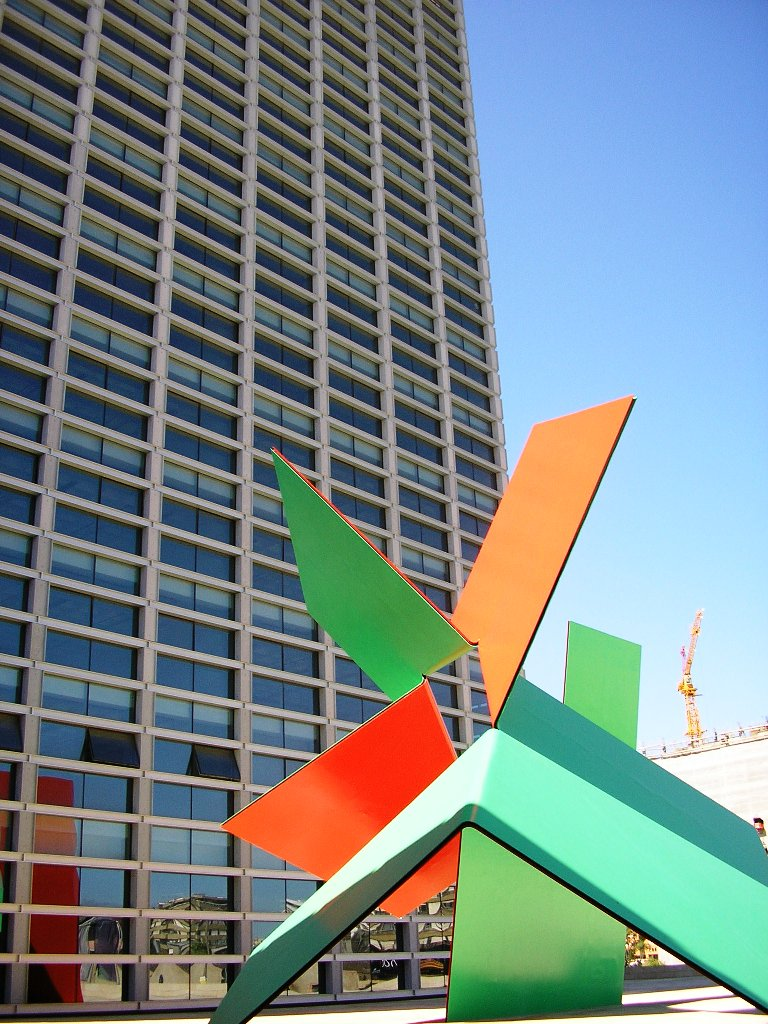
Burgo Empreendimento, Porto, 1991
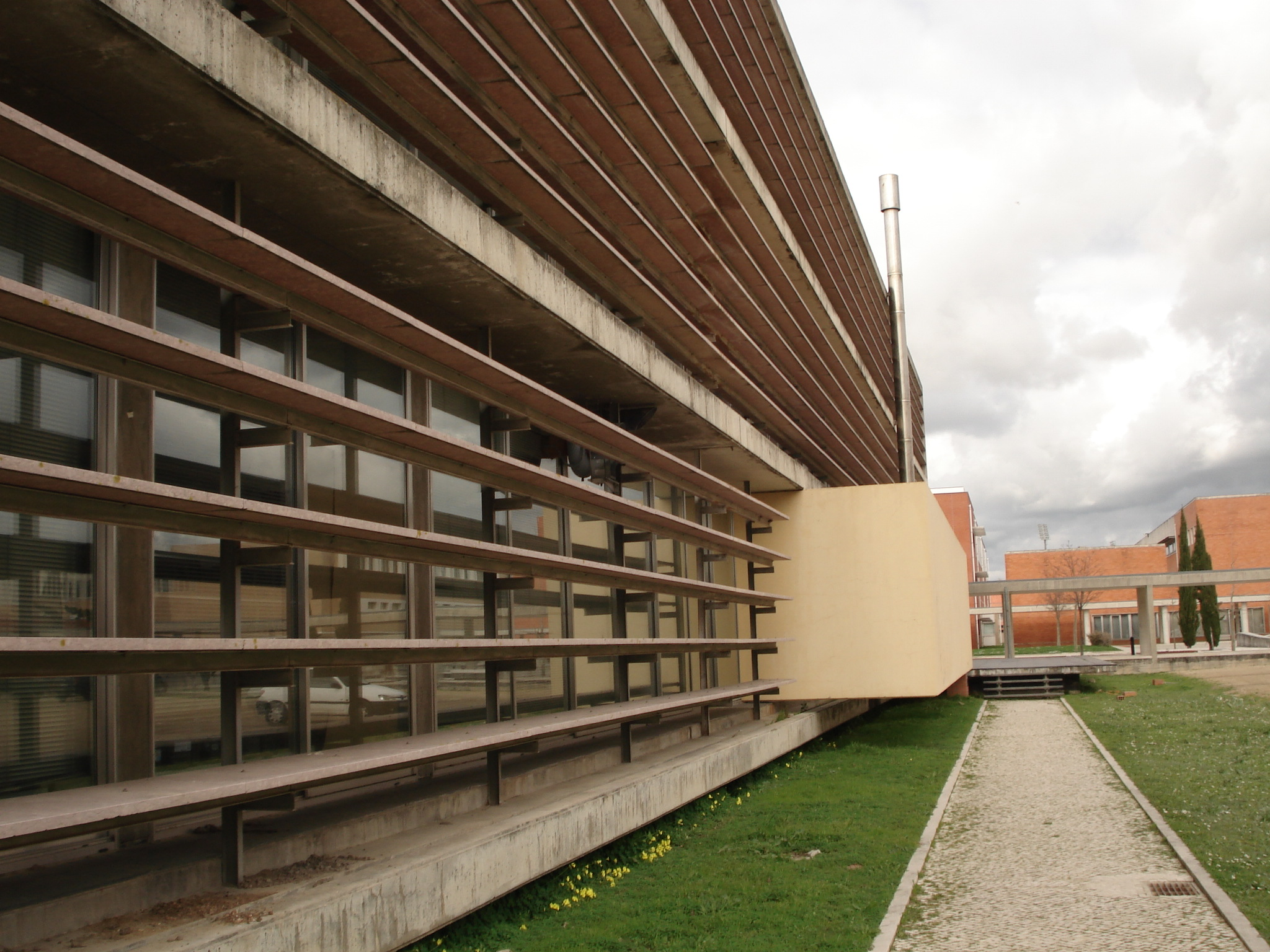
Wydział Geologii Uniwersytetu w Aveiro, 1990-94
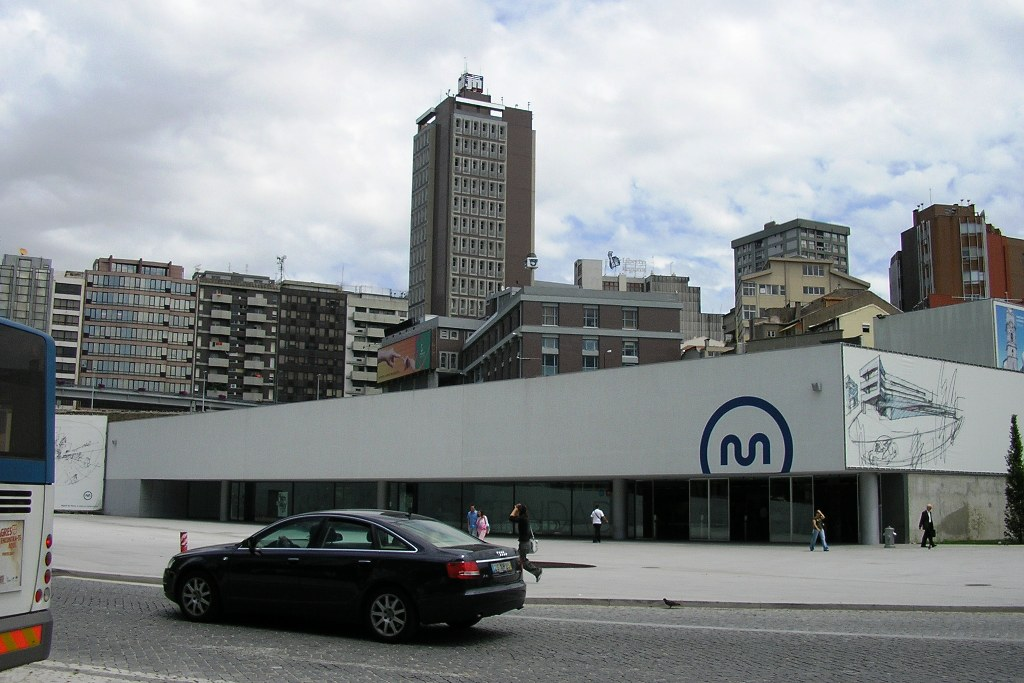
Estação da Trindade, Metro do Porto,1997
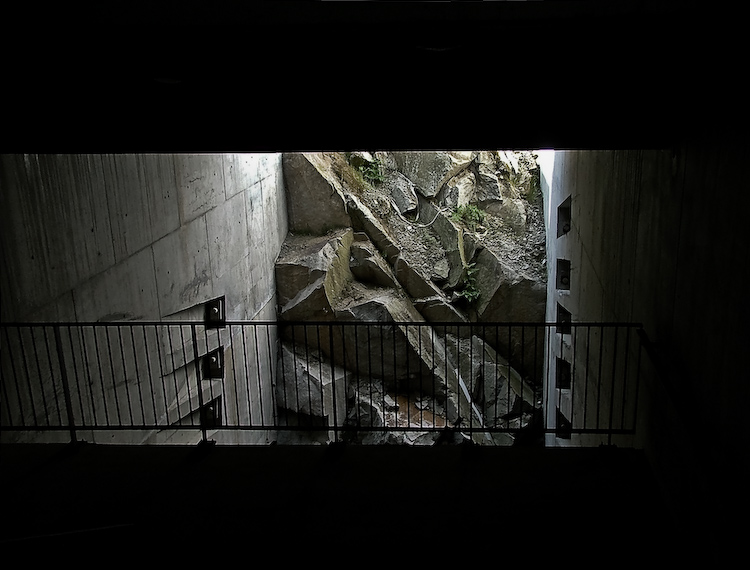
Stadion miejski w Bradze na Euro 2004, 2000-2003
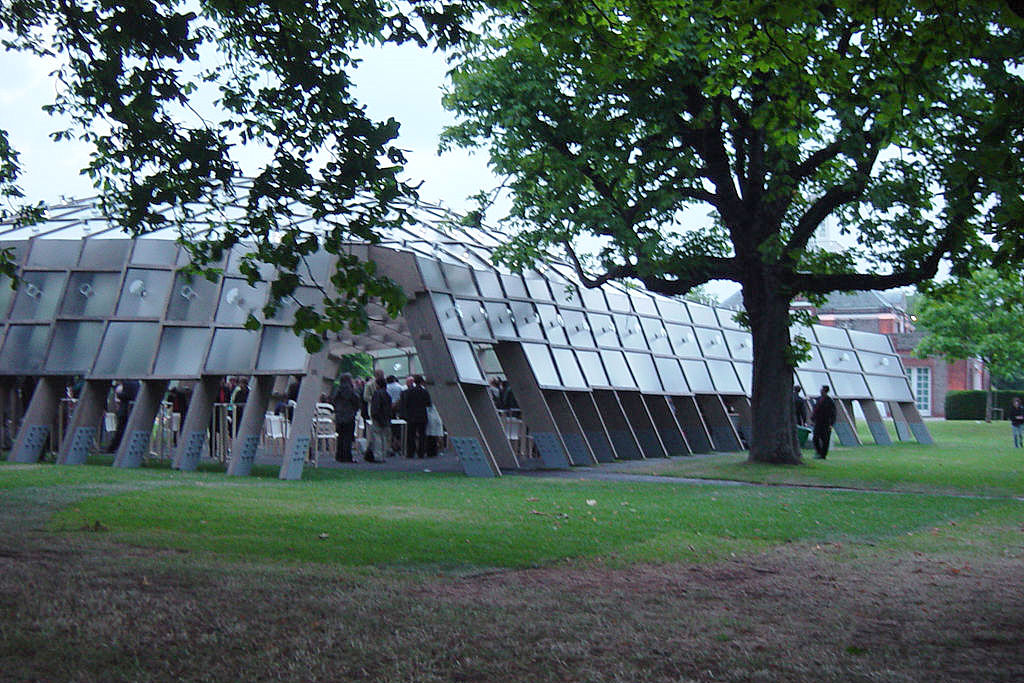
Pawilon Serpentine Gallery, Londyn, 2005